# Naf (Fluss)
Der Naf (bengalisch নাফ nāph IPA: [naf]; Birmanisch: နတ်မြစ် [na' mj']; Rakhine: နတ်မြစ်) ist ein Fluss in Südasien, wo er die Grenze zwischen Bangladesch und Myanmar bildet.

## Gewässerdaten
Der Naf ist zwischen 40 und 122 Meter (130 ft und 400 ft) tief und 1–3 Kilometer breit.
Seine Länge beträgt 62 Kilometer.

## Geographie
Das Ostufer des Flusses gehört zum heutigen Rakhaing-Staat im Bundesstaat Myanmar, und das Westufer zum Distrikt Cox’s Bazar von Bangladesch. Die Quelle des Naf liegt in den Arakan Hills (Arakan-Joma-Gebirge) in Myanmar. Von dort aus fließt er 62 Kilometer lang als grenzüberschreitender Fluss Richtung Süden, parallel zur Westküste Myanmars, wo er sich dann in die Bucht von Bengalen ergießt.
„Ein grenzüberschreitender Fluss ist ein Fluss, der mindestens eine politische Grenze überschreitet, entweder eine Grenze innerhalb einer Nation oder eine internationale Grenze. Bangladesch hat die höchste Anzahl dieser Flüsse, darunter zwei der größten Flüsse der Welt, der Ganges und der Brahmaputra.“
Auf dem Weg zur Küste münden auf einer Länge von ca. 50 Kilometern immer wieder kleine Nebenflüsse in den Naf ein, wodurch die Breite des Flusses in Richtung Küste zunimmt. In der Mitte des Flusses befinden sich insgesamt vier Inseln, von denen jedoch anscheinend nur eine einen Namen hat: die Insel Jaliadwip.

## Wirtschaft
In den Überschwemmungsgebieten des Naf wird Garnelenzucht in großem Stil betrieben. Ein anderer wichtiger Faktor ist die Fischerei. Diese wird mit Schleppnetzfischern betrieben. Es gibt aber auch Kleinfischer auf dem Naf.
Der Naf-Tourismus-Park ist eine von 100 geplanten neuen Sonderwirtschaftszonen in Bangladesch. Der Park soll auf der Insel Jaliadwip gebaut werden, welche inmitten des Naf liegt.

## Fluchtroute und Flüchtlingslager Kutupalong
Regelmäßig überqueren Tausende Menschen aus Rakhine in Myanmar den Naf, um nach Bangladesch zu flüchten. Organisationen wie die UNO-Flüchtlingshilfe oder das Deutsche Rote Kreuz versuchen, die Flüchtlinge in notdürftig erstellten Unterkünften aufzufangen. Das größte dieser Flüchtlingslager ist die Flüchtlingssiedlung Kutupalong, die mit ca. 600.000 Bewohnern das größte weltweit ist. Kutupalong liegt in einer von Naturkatastrophen bedrohten Region. Besonders während der Monate Mai bis Oktober, der Monsunzeit, sind die Lager von Erdrutschen und Überschwemmungen bedroht. Der Großteil der Flüchtlinge besteht aus Rohingya.